# Глаголски придев
Глаголски придев, или описни глагол, јесте прост и безличан глаголски облик у српском језику, који који означава да се на некоме или нечему врши, или се (из)вршила нека радња (глаголски придев трпни), или пак говори да је радња, стање, или збивање извршено и да су субјекти били активни (глаголски придев радни).